# Leonard Jakubowski

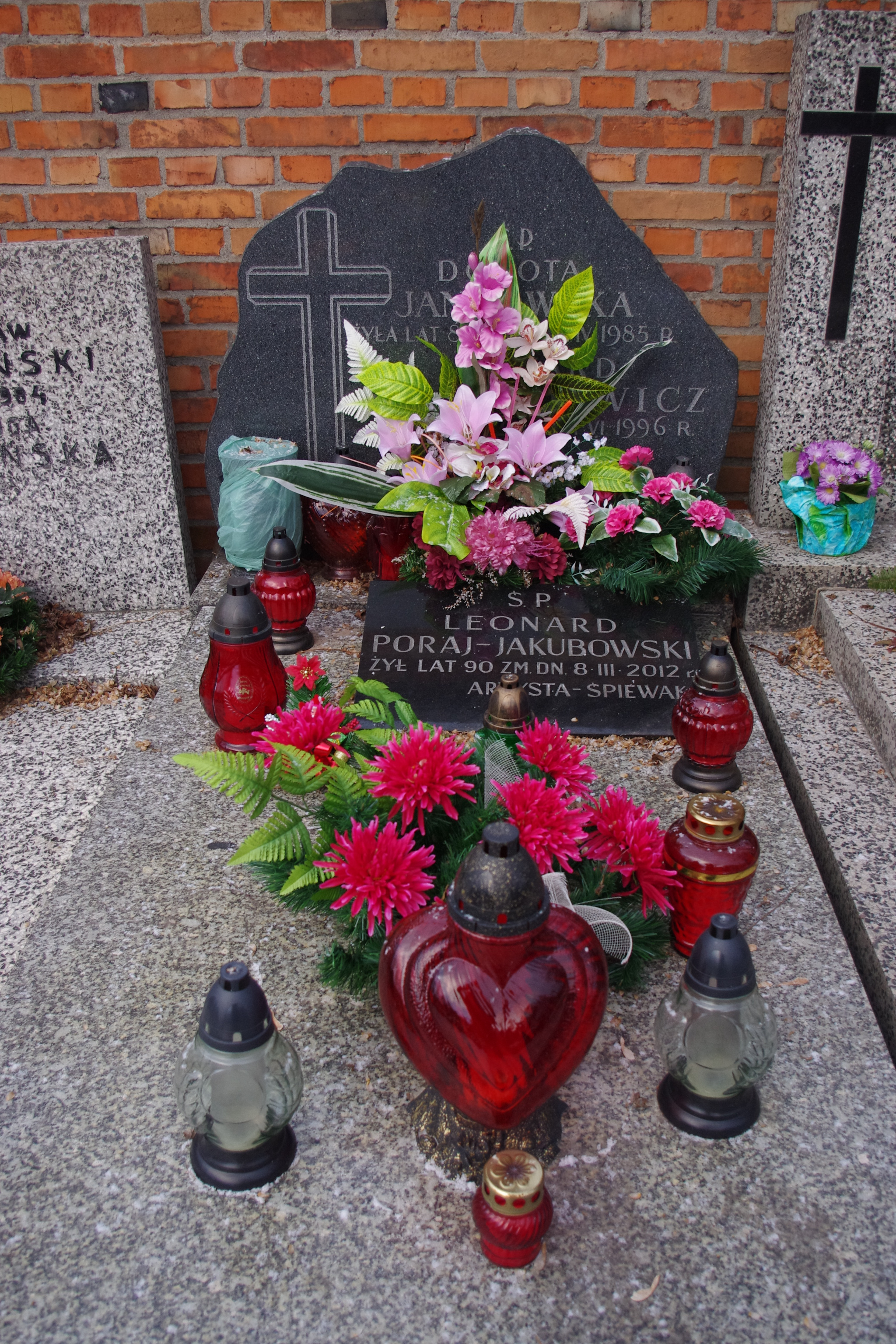
Grób Leonarda Jakubowskiego na cmentarzu Wolskim w Warszawie

Leonard Jakubowski ps. Bogdan (ur. 20 czerwca 1922 w Jarosławiu, zm. 8 marca 2012 w Warszawie) – polski piosenkarz, powstaniec warszawski.

## Życiorys
Był synem Stanisława i Janiny z domu Grzybowskiej. W czasie II wojny światowej przebywał w Warszawie. Należał do Armii Krajowej, stopień: kapral podchorąży. Posługiwał się pseudonimem „Bohdan”, a jego okupacyjne nazwisko to Poraj. Podczas powstania warszawskiego był żołnierzem II Obwodu „Żywiciel” (Żoliborz) Warszawskiego Okręgu Armii Krajowej – zgrupowanie "Żbik" – w plutonie 215, a następnie 233. Walczył na Żoliborzu. Po upadku powstania przebywał w niewoli niemieckiej w Stalagu XI A Altengrabow (numer jeniecki 46432). Jego matka również była w konspiracji i też brała udział w powstaniu (jako łączniczka, miała pseudonim „Lubicz”). W okresie okupacji Leonard Jakubowski przyjaźnił się i współpracował z rodzeństwem Mieczysławem i Danutą Przystaszami.
Leonard Jakubowski został jednym z członków Chóru Eryana w 1946, kiedy Jan Ernst przeniósł się do Warszawy (reaktywowany po wojnie chór działał od 1945 w Łodzi). W tym warszawskim składzie śpiewał obok Romana Dąbrowskiego, Jerzego Jagielskiego, Henryka Rawskiego i Jana Ernsta. 
Później występował jako solista, z Orkiestrami Jana Cajmera, Ryszarda Damrosza oraz Górkiewicza i Skowrońskiego.
Był solistą Centralnego Zespołu Artystycznego Wojska Polskiego.
W 2008, jako członek ZASP, obchodził jubileusz 65 lat pracy artystycznej.
Zmarł w Warszawie w 2012, pochowany na cmentarzu Wolskim.

## Dyskografia (wybór)

### single (78 obr./min.)
- SP Muza 2582 Leonard Jakubowski (b) i Orkiestra Taneczna Ryszarda Damrosza (a, b): W dobrym humorze / Na przekór
- SP Muza 2970, split – Leonard Jakubowski i Orkiestra Taneczna Ryszarda Damrosza /Orkiestra Taneczna Waldemara Kazaneckiego: Piosenka o tobie i o mnie / Meksykanka
- SP Muza 3053, split – Natasza Zylska (a), Leonard Jakubowski (b) i Orkiestra Taneczna PR dyr. Jan Cajmer: Foxtrot deszczowy / Pewnie miła zapomniałaś
- SP Muza 3122 Leonard Jakubowski (a) i Zespół Jazzowy Górkiewicza i Skowrońskiego (a, b): Znamy się tyle lat / Dixieland

### EP
- 1957 Polskie Nagrania (tłoczenie: Lento) N 0025, split – Marta Mirska / Leonard Jakubowski / Nina Pilchowska; B–2: piosenka w wykonaniu Leonarda Jakubowskiego „Proszę o jeszcze”
- 1957 PN Muza N 0040, split – Wiesława Frejmanówna / Leonard Jakubowski / Orkiestra Tangowa Piotra Szymanowskiego; A–2: piosenka w wykonaniu Leonarda Jakubowskiego i Zespołu Tanecznego Górkiewicza i Skowrońskiego „Dzień w dzień”
- PN Muza N 0139, split – Wiesława Frejmanówna / Leonard Jakubowski / Jan Danek; A–2: piosenka w wykonaniu Leonarda Jakubowskiego i Zespołu Tanecznego Górkiewicza i Skowrońskiego „Dzień w dzień”

### LP
- LP 10-calowy Polskie Nagrania L 0120, składanka – Melodia, piosenka i rytm Nr. 2, B-2: Leonard Jakubowski i Orkiestra Taneczna PR p/d Jana Cajmera „Pewnie miła zapomniałaś”
- LP 10-calowy Polskie Nagrania „Muza” L 0354 Pieśni historyczne, wojskowe, partyzanckie i ludowe Centralny Zespół Artystyczny Wojska Polskiego, B-4: Leonard Jakubowski i Zofia Wilma oraz CZA WP „Od Rzeszowa”
- LP 10-calowy PN Pronit L 0200, składanka – 1000 taktów muzyki tanecznej Nr. 2, A–3: Leonard Jakubowski i Zespół Jazzowy Górkiewicza i Skowrońskiego „Spotkamy się o piątej”
- 1962 LP PN Muza XL 0165 Polskie pieśni żołnierskie i ludowe, B–3: Leonard Jakubowski i Zofia Wilma oraz CZA WP „Od Rzeszowa”
- 1964 LP PN Muza L 0453, składanka – Echa Festiwalu Opolskiego '64, B–4: Leonard Jakubowski i Orkiestra p/d Bogusława Klimczuka „Ej, pogonię cztery konie”
- 1975 LP PN Muza SX 1409 Zagrajcie nam dzisiaj wszystkie srebrne dzwony (fragmenty oratorium Katarzyny Gaertner i Ernesta Brylla), A-5: Józef Sojka, Juliusz Wickiewicz, Leonard Jakubowski, Chór i Orkiestra CZA WP „Poleńko, pole”
- LP Polskie Nagrania Muza ZL 369/370 Piosenki wojskowe, soliści (m.in. Leonard Jakubowski), Chór i Orkiestra CZA WP

### CD
- 1999 Soundpol SPR CD 007-011 Złote lata - Polskie przeboje lat 50. i 60, zestaw 5 CD (na CD 2: Leonard Jakubowski - „Pewnie miła zapomniałaś”)